# Cécile de France

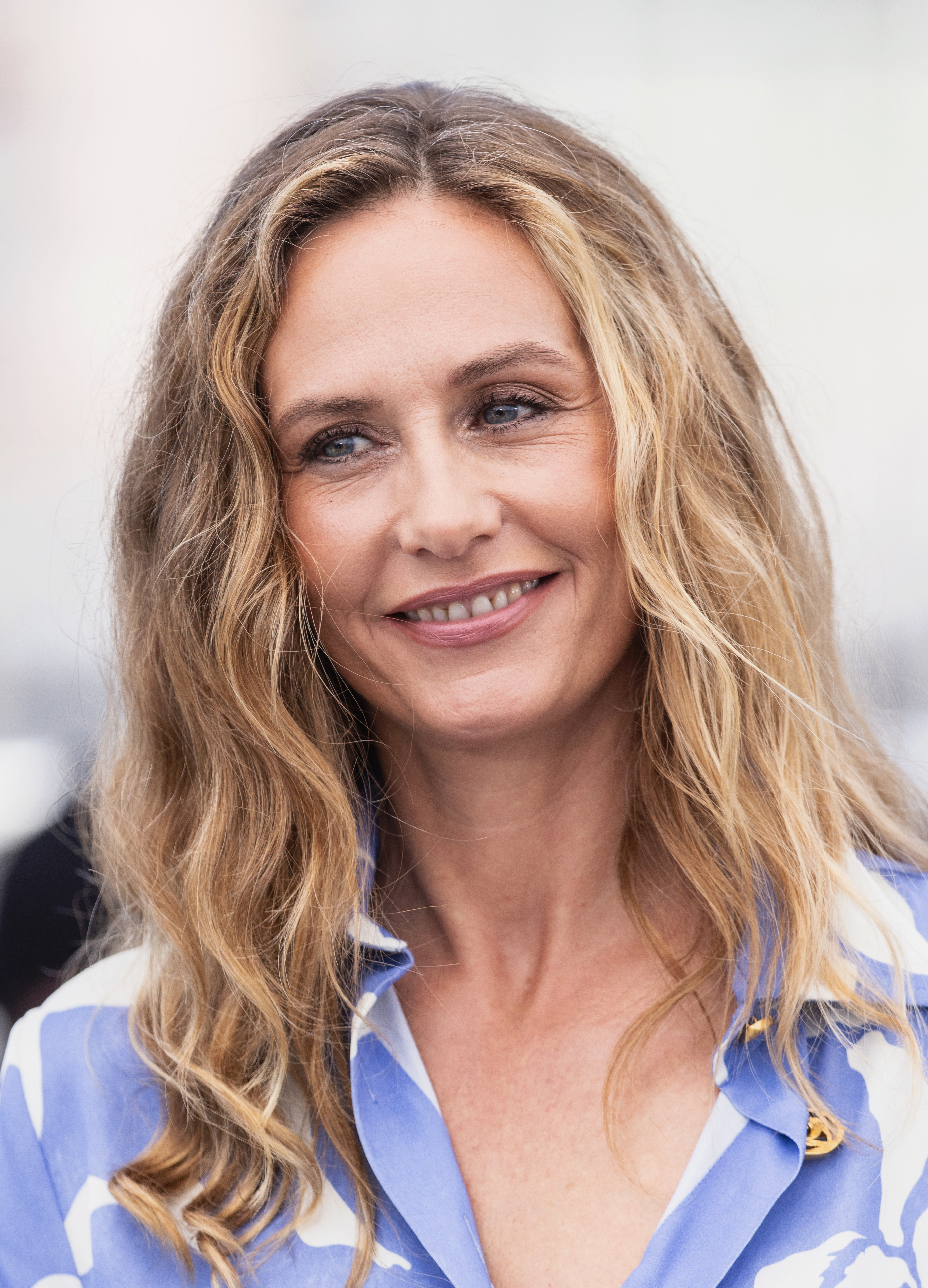
Cécile de France (2025)

Cécile de France [seˈsil dəˈfrɑ̃ːs] (* 17. Juli 1975 in Namur, Belgien, als Cécile Defrance) ist eine belgische Schauspielerin.

## Leben und Karriere

### Jugend und Ausbildung
Cécile de France wuchs in Andenne in der Nähe ihres Geburtsortes Namur auf. Bereits als Kind begann sie mit dem Theaterspiel, ab 1990 nahm sie dafür Unterricht bei Jean-Michel Frère. Im Alter von 17 Jahren ging sie nach Paris, wo sie als Au-pair arbeitete und Schauspielunterricht bei Jean-Paul Denizon und Peter Brook nahm. An der Pariser Kunstakademie war sie seinerzeit auch als Aktmodell tätig. Zwischen 1995 und 1998 studierte sie Schauspiel an der École nationale supérieure des arts et techniques du théâtre (ENSATT) in Lyon, wo sie im Anschluss an ihr Diplom von einer Schauspielagentur unter Vertrag genommen wurde, die auch Isabelle Adjani, Charlotte Gainsbourg, Sophie Marceau und Béatrice Dalle vertrat.

### Erste Rollen und Durchbruch mitL’auberge espagnole
Ab 1998 wurde Cécile de France in Frankreich rasch einem breiten Publikum im Theater, Kino und Fernsehen bekannt. Bereits in einem ihrer ersten Filme, Regarde-moi (en face) (2003), hatte sie in der Rolle einer jungen Frau, die sich in den Sohn eines Voyeurs verliebt, die weibliche Hauptrolle inne. In Richard Berrys Regiedebüt, der Sexkomödie L’Art (délicat) de la séduction (2001), war sie zuvor als das lange Zeit unerreichbare Objekt der Begierde des sexuell unerfahrenen, von Patrick Timsit gespielten Protagonisten erstmals auf der Kinoleinwand zu sehen. Anschließend hatte sie einen kleinen Auftritt als unscheinbare Prostituierte in Eugène Greens Debütfilm Toutes les nuits (2001) über die Freundschaft von zwei jungen Männern, die Ende der 1960er Jahre unterschiedliche Lebenswege einschlagen.
Im Jahr 2002 gelang de France mit Cédric Klapischs Erfolgskomödie L’auberge espagnole neben Romain Duris und Audrey Tautou auch der internationale Durchbruch. Für ihre Darstellung der lesbischen Erasmus-Studentin Isabelle erhielt sie 2003 gleich mehrere Filmpreise als Nachwuchstalent: den César, den Étoile d’Or, den Prix Lumière und den European Shooting Stars Award. Nach L’auberge espagnole war sie neben Bruno Putzulu in der Titelrolle der Liebeskomödie Irène (2002) als ledige junge Frau mit beginnender Torschlusspanik zu sehen. In Berrys zweiter Regiearbeit, dem Kinderfilm Ich, Caesar. 10 ½ Jahre alt, 1,39 Meter groß, übernahm sie 2003 eine Nebenrolle als die neue Freundin eines Familienvaters. Noch im selben Jahr spielte sie unter der Regie von Alexandre Aja die Hauptrolle in dem in Deutschland ehemals indizierten Splatterfilm High Tension, der bei Fans des Genres Kultstatus erreichte.
Auch in Hollywood wurde man auf de France aufmerksam, worauf sie in der größtenteils in Deutschland gedrehten Jules-Verne-Verfilmung In 80 Tagen um die Welt (2004) an der Seite von Jackie Chan und Steve Coogan die weibliche Hauptrolle erhielt. Mit Vincent Lindon trat sie anschließend in der Filmkomödie La Confiance règne als die etwas klügere Hälfte eines Gaunerpärchens auf, das sich als Hauspersonal schamlos am Geld und den Wertgegenständen vermögender Leute bedient. Im Jahr 2005 wurde sie als Nachwuchsdarstellerin schließlich auch mit dem renommierten Romy-Schneider-Preis ausgezeichnet. Als Nachfolgerin von Monica Bellucci moderierte sie noch im selben Jahr die 58. Internationalen Filmfestspiele von Cannes.

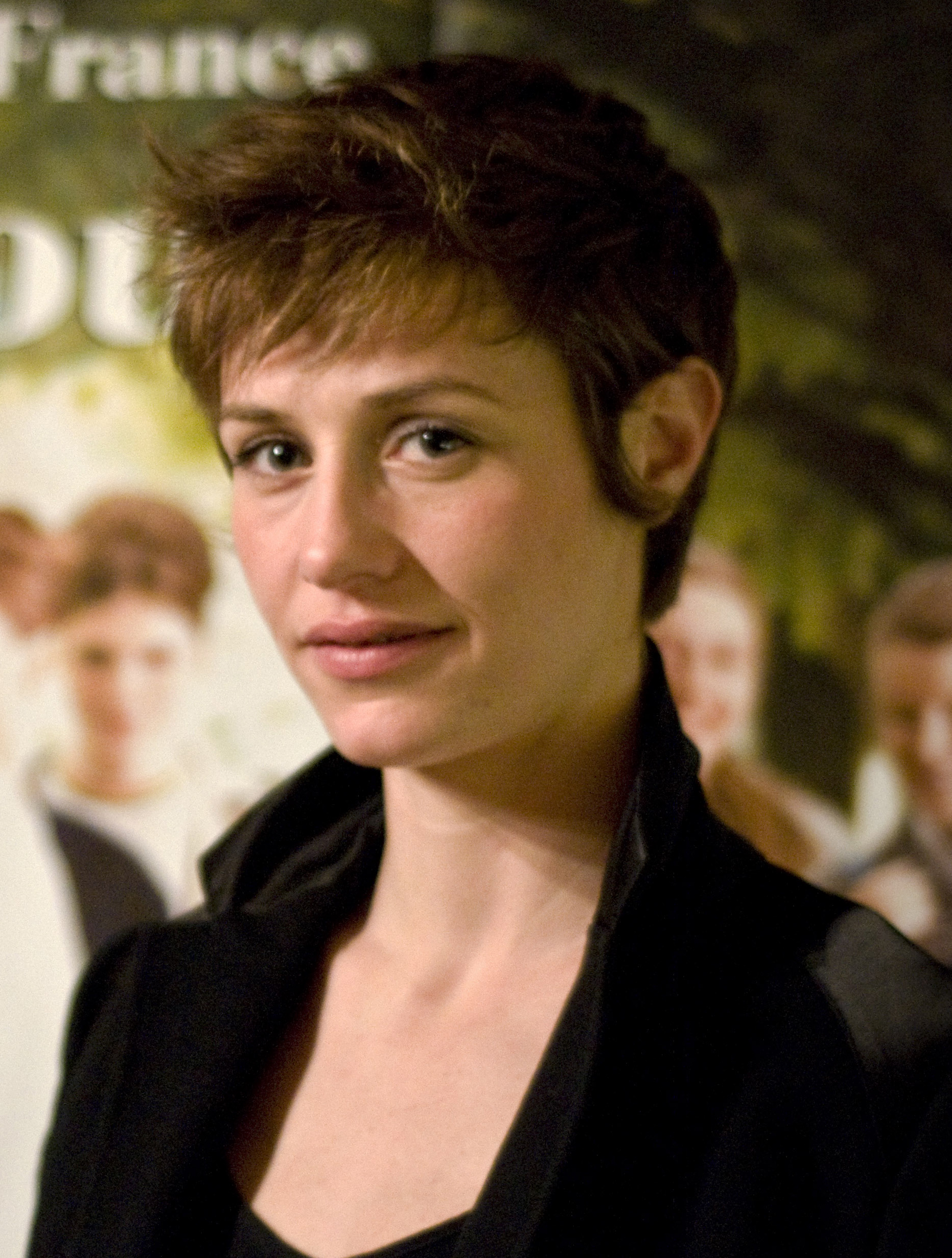
Cécile de France bei einer Vorpremiere von Sœur Sourire – Die singende Nonne (2009)

Nach der Fortsetzung von L’auberge espagnole, die unter dem Titel L’auberge espagnole – Wiedersehen in St. Petersburg (2005) in die deutschen Kinos kam und für die de France in der Kategorie Beste Nebendarstellerin ihren zweiten César gewinnen konnte, führte sie 2006 die Besetzung des Ensemblefilms Ein perfekter Platz von Danièle Thompson an. Für die Rolle einer jungen Kellnerin, die in Paris nach ihrem Platz im Leben sucht, war sie zusammen mit ihrem Auftritt in Xavier Giannolis Chanson d’Amour (2006) an der Seite von Gérard Depardieu in der Rolle eines alternden Chansonsängers erstmals in der Kategorie Beste Hauptdarstellerin für den César nominiert. Ebenfalls 2006 war sie in der Rolle einer jungen Offizierin in dem Filmdrama Der Oberst und ich zu sehen, das im Rahmen einer Kriminalhandlung und in schwarzweißen Rückblenden Frankreichs unrühmliche Rolle im Algerienkrieg nacherzählt. Noch im selben Jahr spielte sie ferner die weibliche Hauptrolle neben Roschdy Zem in dessen Beziehungskomödie und Regiedebüt Keine Lüge ohne dich, das von der Liebe zwischen einer Jüdin und einem Araber handelt.

### Arbeit mit Chabrol, Miller, Eastwood und den Dardenne-Brüdern
Im Jahr 2007 trat de France im französischen Fernsehen unter der Regie von Altmeister Claude Chabrol in einer Folge von Chez Maupassant auf, der die Kurzgeschichte La Parure von Guy de Maupassant als Vorlage diente. Nach dem wenig beachteten Tanzfilm Gene Broadway – Tanz … oder Liebe? (2007) mit Vincent Elbaz und Jean-Pierre Cassel stand de France neben Patrick Bruel, Ludivine Sagnier, Julie Depardieu und Mathieu Amalric in Ein Geheimnis (2007) von Claude Miller für eine weitere Literaturverfilmung vor der Kamera. Das Filmdrama über eine jüdische Familie, die während des Vichy-Regimes der Deportation der Juden zu entkommen versucht und seither von einem Familiengeheimnis belastet wird, war für insgesamt elf Césars nominiert. Cécile de France konnte dabei eine weitere Nominierung als beste Hauptdarstellerin verbuchen. Nach einer Nebenrolle als Gangsterbraut des von Vincent Cassel gespielten Verbrechers Jacques Mesrine in dem kommerziell erfolgreichen und vielfach für den César nominierten Actionthriller Public Enemy No. 1 – Mordinstinkt (2008) schlüpfte de France in der Filmbiografie Sœur Sourire – Die singende Nonne (2009) in die Rolle der belgischen Nonne und Chansonsängerin Jeanine Deckers, deren Lied Dominique Anfang der 1960er Jahre zu einem weltweiten Hit geraten war.

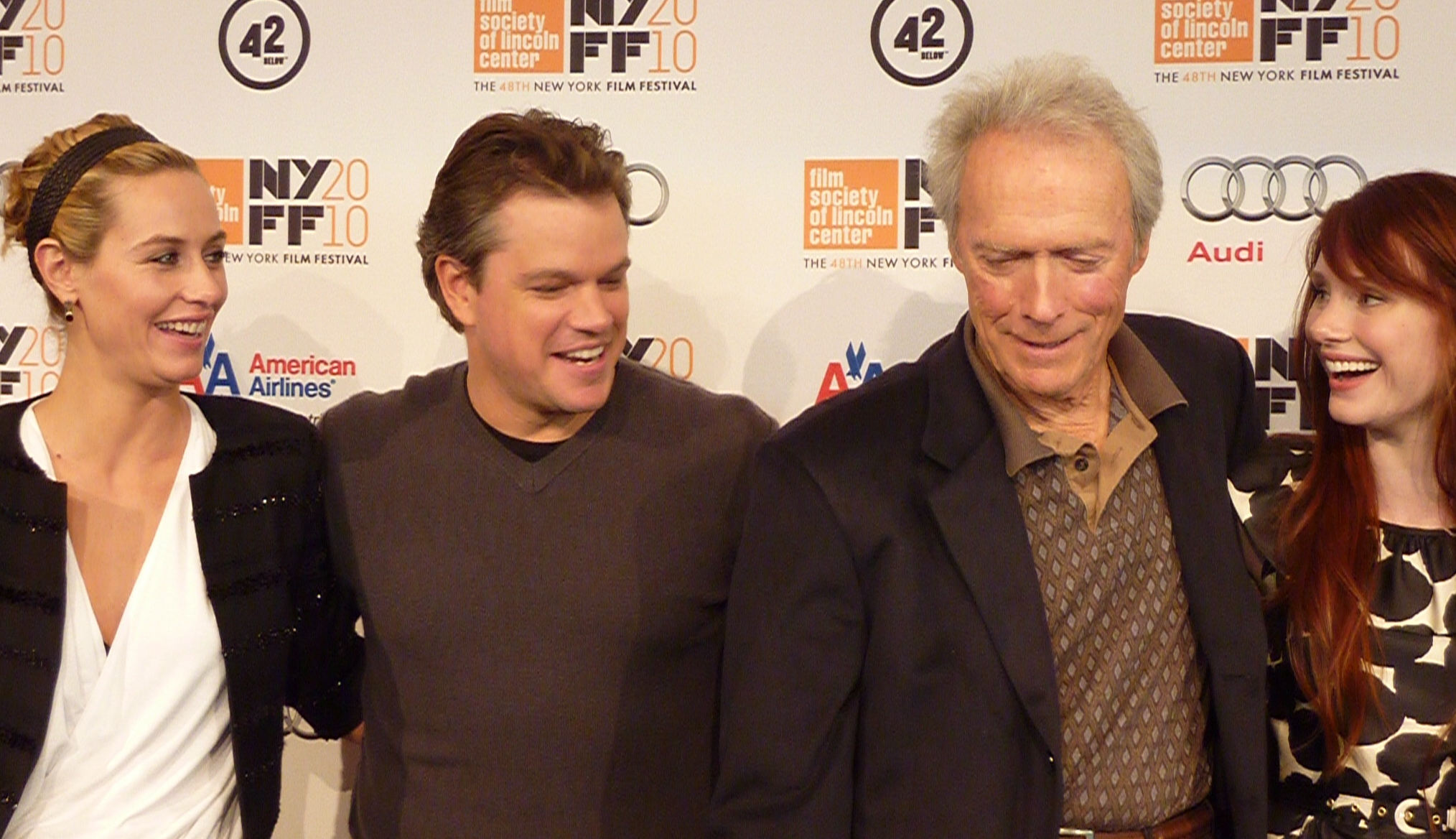
De France (links) mit Matt Damon, Clint Eastwood und Bryce Dallas Howard beim New York Film Festival (2010)

Im Jahr 2010 war de France zunächst als Polizistin in dem Drogenthriller Off Limits – Wir sind das Gesetz zu sehen, dem mit Clint Eastwoods Hereafter – Das Leben danach ein weiterer Ausflug nach Hollywood folgte. An der Seite von Matt Damon verkörperte sie in Eastwoods Filmdrama eine Tsunami-Überlebende mit Nahtoderfahrung.

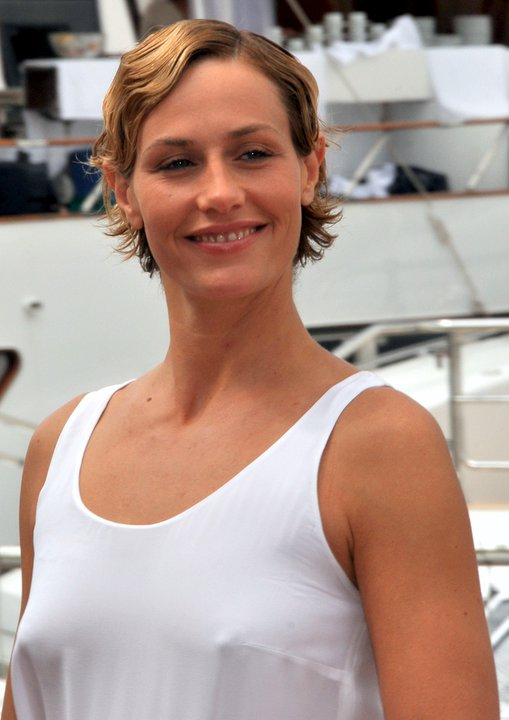
De France bei den Filmfestspielen von Cannes (2011)

Ihr nächster Film, das neorealistische Sozialdrama Der Junge mit dem Fahrrad der belgischen Filmemacher Jean-Pierre und Luc Dardenne, lief 2011 im Wettbewerb um die Goldene Palme bei den 64. Internationalen Filmfestspielen von Cannes. Der Film über einen von seinem Vater im Stich gelassenen Jungen, um den sich die von de France gespielte Friseurin Samantha als Pflegemutter kümmert, wurde in Cannes mit dem Großen Preis der Jury ausgezeichnet und erhielt zudem eine Nominierung für den Golden Globe in der Kategorie Bester fremdsprachiger Film. De France war wiederum für den Europäischen Filmpreis und nach Sœur Sourire das zweite Mal für den belgischen Filmpreis Magritte nominiert. Noch im selben Jahr gehörte sie neben Valeria Golino, Elsa Zylberstein und Vincent Perez in Der Kuss des Schmetterlings erneut zur Besetzung eines Ensemblefilms, dem jedoch im Gegensatz zu Ein perfekter Platz kein Erfolg beschieden war.
Für das satirisch angelegte Filmdrama Superstar (2012) über einen Durchschnittsmann, der über Nacht berühmt wird, ohne zu wissen warum, arbeitete de France daraufhin erneut unter der Regie von Xavier Giannoli. Im Jahr 2013 kam sie danach als versierte Finanzexpertin, die für die CIA arbeitet, in dem Agententhriller Die Möbius-Affäre neben Jean Dujardin und Tim Roth zum Einsatz. Mit Beziehungsweise New York (2013) folgte für die Schauspielerin der dritte Teil der L’auberge-espagnole-Reihe. Im Jahr 2014 führte sie als Gastgeberin durch die 39. César-Verleihung.

### Historische Stoffe und internationale Fernsehserien
In Denis Dercourts Filmdrama Im Gleichgewicht bekleidete de France 2015 die Rolle einer Versicherungsangestellten, die durch das Kennenlernen mit einem querschnittgelähmten Stuntman, gespielt von Albert Dupontel, ihre Liebe zum Klavierspielen wiederentdeckt. Anschließend war sie in Catherine Corsinis autobiografisch gefärbtem Film La belle saison – Eine Sommerliebe zu sehen, in dem sie – erneut César-nominiert – die Rolle einer Pariser Frauenrechtlerin übernahm, die sich Anfang der 1970er Jahre in eine jüngere Frau vom Land verliebt. Ebenfalls 2015 trat sie als sie selbst in der ersten Folge der von einer Pariser Schauspielagentur handelnden Fernsehserie Call My Agent! auf, wo sie wegen ihres Alters für eine sicher geglaubte Rolle in einem Tarantino-Film abgelehnt wird und sich im Versuch, die Rolle doch noch zu bekommen, beinahe einer Behandlung beim Schönheitschirurgen unterziehen lässt.

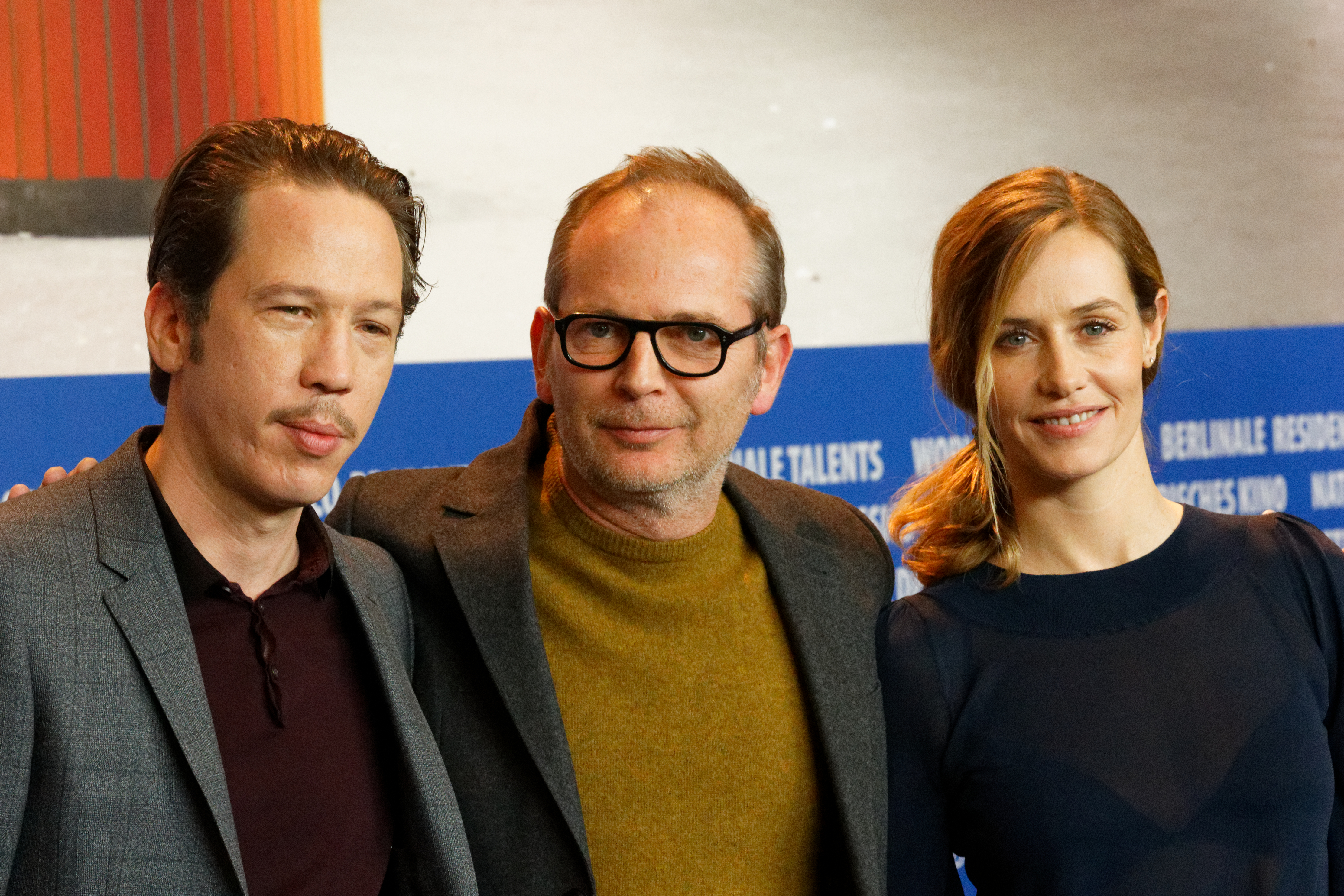
De France mit Reda Kateb (links) und Regisseur Étienne Comar auf der Berlinale 2017

Wie schon Ein Geheimnis spielte ihr darauffolgendes Filmprojekt Fannys Reise (2016) im Frankreich zur Zeit des Zweiten Weltkriegs. In dem auf wahren Begebenheiten beruhenden Film übernahm de France die Rolle einer Heimleiterin, die jüdischen Kindern dabei hilft, vor der Deportation in die Schweiz zu fliehen. Eine ähnliche Rolle bekleidete sie auch 2017 im Eröffnungsfilm der 67. Internationalen Filmfestspiele Berlin, der Filmbiografie Django – Ein Leben für die Musik, die das Leben des von Reda Kateb dargestellten Jazzmusikers Django Reinhardt während der deutschen Besetzung in Paris und seine anschließende Flucht in die Schweiz nachzeichnet.

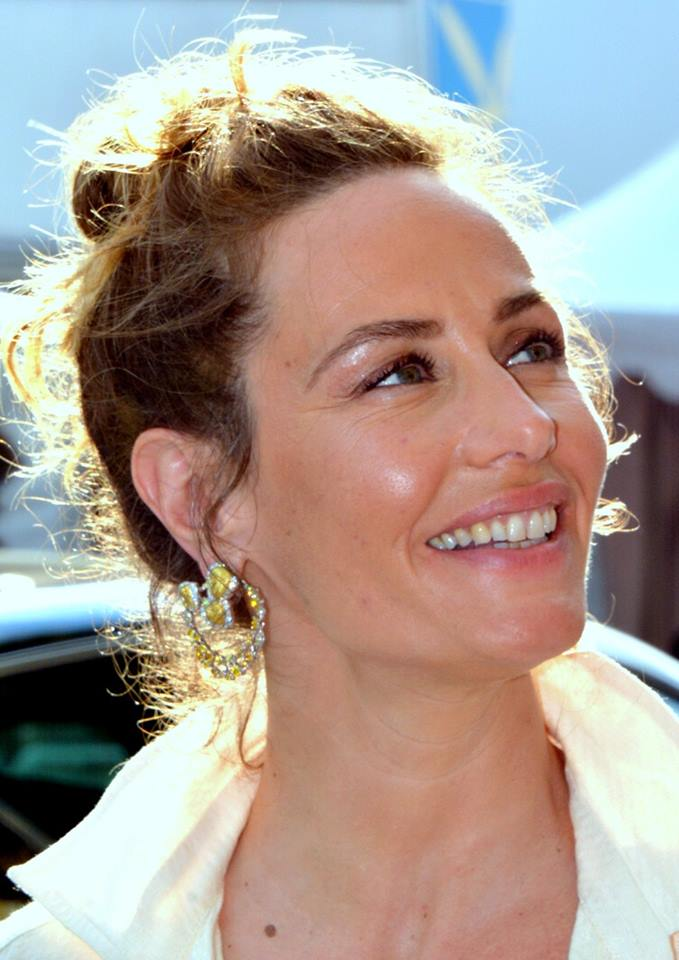
De France in Cannes (2018)

In der von Paolo Sorrentino für Sky Atlantic, HBO und Canal+ gedrehten und international hochkarätig besetzten Fernsehserie The Young Pope spielte de France 2016 die Rolle der Sofia Dubois, die als Marketingchefin des Heiligen Stuhls dem von Jude Law verkörperten Papst zur Seite steht. Nach der Filmkomödie Eine bretonische Liebe (2017) mit François Damiens hatte sie in Emmanuel Mourets Diderot-Verfilmung Der Preis der Versuchung (2018) neben Édouard Baer die weibliche Hauptrolle inne, die ihr eine weitere César-Nominierung einbrachte. Im Jahr 2018 wurde de France in die Wettbewerbsjury der 68. Internationalen Filmfestspiele von Berlin unter Jury-Präsident Tom Tykwer berufen.
In der 2019 veröffentlichten Filmkomödie Rebellinnen – Leg’ dich nicht mit ihnen an! bildete de France zusammen mit Yolande Moreau und Audrey Lamy ein renitentes Frauentrio aus dem Arbeitermilieu, das sich mit der belgischen Mafia anlegt. Einem ganz anderen Thema widmete sich ihr nächster Film, das Filmdrama Eine größere Welt von Fabienne Berthaud, das die wahre Geschichte einer Französin nacherzählt, die nach dem Tod ihres Ehemanns in die Mongolei reist und sich dort zur Schamanin ausbilden lässt. In The New Pope, dem Sequel von The Young Pope, in dem John Malkovich Jude Law auf den Papstthron folgt, war de France 2020 erneut in der Rolle der Sofia Dubois zu sehen.
Emmanuelle Bercots Krebsdrama In Liebe lassen zeigte de France 2021 als mitfühlende Krankenschwester neben Benoît Magimel und Catherine Deneuve. In einer Nebenrolle als Mutter von Timothée Chalamets Zeffirelli gehörte sie 2021 auch zum Starensemble von Wes Andersons The French Dispatch (2021). Für Xavier Giannolis Balzac-Verfilmung Verlorene Illusionen war sie 2022 als beste Nebendarstellerin ein weiteres Mal für den César nominiert. 2023 war de France in der Rolle der Molekularbiologin Cécile Roche in der vom ZDF koproduzierten Fernsehserie Der Schwarm zu sehen, die auf dem gleichnamigen Bestseller-Roman von Frank Schätzing basiert. Im selben Jahr folgte die Künstlerbiografie Die Bonnards – Malen und lieben, in der sie an der Seite von Vincent Macaigne die weibliche Hauptrolle übernahm.

### Privatleben
Cécile de France ist seit 2006 mit dem Musiker Guillaume Siron verheiratet und Mutter eines Sohnes (* 2007) und einer Tochter (* 2012). Mit ihrer Familie lebt die Schauspielerin zurückgezogen auf dem Land.

## Filmografie (Auswahl)
- 1991: Cas de divorce (TV-Serie, eine Folge)
- 1998: La Balle au bond (TV-Film)
- 1999: Die Richterin (Le Juge est une femme) (TV-Reihe, eine Folge)
- 2001: L’Art (délicat) de la séduction
- 2001: Toutes les nuits
- 2001: Nana (TV-Film)
- 2002: L’auberge espagnole
- 2002: Irène
- 2002: A+ Pollux
- 2003: Regarde-moi (en face)
- 2003: Ich, Caesar. 10 ½ Jahre alt, 1,39 Meter groß (Moi César, 10 ans 1/2, 1m39)
- 2003: High Tension (Haute Tension)
- 2003: Großstadt Schocker (Petits mythes urbains) (TV-Serie, eine Folge)
- 2004: In 80 Tagen um die Welt (Around the World in 80 Days)
- 2004: La Confiance règne
- 2005: L’auberge espagnole – Wiedersehen in St. Petersburg (Les Poupées russes)
- 2006: Ein perfekter Platz (Fauteuils d’orchestre)
- 2006: Chanson d’Amour (Quand j’étais Chanteur)
- 2006: Der Oberst und ich (Mon colonel)
- 2006: Keine Lüge ohne dich (Mauvaise foi)
- 2007: Chez Maupassant (TV-Serie, eine Folge)
- 2007: Gene Broadway – Tanz … oder Liebe? (J’aurais voulu être un danseur)
- 2007: Ein Geheimnis (Un secret)
- 2007: Où est la main de l’homme sans tête
- 2008: Public Enemy No. 1 – Mordinstinkt (L’Instinct de mort)
- 2009: Sœur Sourire – Die singende Nonne (Sœur Sourire)
- 2010: Off Limits – Wir sind das Gesetz (Gardiens de l’ordre)
- 2010: Hereafter – Das Leben danach (Hereafter)
- 2011: Der Junge mit dem Fahrrad (Le Gamin au vélo)
- 2011: Der Kuss des Schmetterlings (Un baiser papillon)
- 2011: Hard (TV-Serie, zwei Folgen)
- 2012: Superstar
- 2013: Die Möbius-Affäre (Möbius)
- 2013: Beziehungsweise New York (Casse-tête chinois)
- 2015: Im Gleichgewicht (En équilibre)
- 2015: La belle saison – Eine Sommerliebe (La Belle Saison)
- 2015: Call My Agent! (Dix pour cent) (TV-Serie, eine Folge)
- 2016: Fannys Reise (Le Voyage de Fanny)
- 2016: The Young Pope (TV-Serie, sechs Folgen)
- 2017: Django – Ein Leben für die Musik (Django)
- 2017: Eine bretonische Liebe (Ôtez-moi d’un doute)
- 2018: Der Preis der Versuchung (Mademoiselle de Joncquières)
- 2019: Rebellinnen – Leg’ dich nicht mit ihnen an! (Rebelles)
- 2019: Eine größere Welt (Un monde plus grand)
- 2020: The New Pope (TV-Serie, neun Folgen)
- 2020: Culottées (TV-Serie, 30 Folgen, Stimme)
- 2021: In Liebe lassen (De son vivant)
- 2021: The French Dispatch
- 2021: Im Herzen jung (Les Jeunes amants)
- 2021: Verlorene Illusionen (Illusions perdues)
- 2022: Wild wie das Meer (La Passagère)
- 2023: Der Schwarm (TV-Serie, acht Folgen)
- 2023: Salade grecque (TV-Serie, zwei Folgen)
- 2023: Die Bonnards – Malen und lieben (Bonnard, Pierre et Marthe)
- 2023: Second tour
- 2024: Par amour
- 2025: Dalloway
- 2025: Die Farben der Zeit (La Venue de l’avenir)

## Theaterauftritte (Auswahl)
- 1996: Der Diener als Hypnotiseur (Dormez je le veux) von Georges Feydeau – Regie: Benoît Blampain
- 1996: Une palette rouge sang von Valeria Moretti – Regie: Jean-Paul Denizon
- 1996: Ein Mittsommernachtstraum (A Midsummer Night’s Dream) von William Shakespeare – Regie: Pierre Pradinas
- 1997: Variations Strindberg-Feydeau – Regie: Nada Strancar
- 1998: Pour nous – Regie: Serguei Issayev
- 1998: Tu serais un ange tombé du ciel exprès pour nous von Alexander Wampilow und Nina Sadour – Regie: Serguei Issayev
- 1999–2000: Elektra von Sophokles – Regie: Claudia Stavisky
- 1999: Der Held der westlichen Welt (The Playboy of the Western World) von John Millington Synge – Regie: Philippe Delaigue
- 2001: Fräulein Julie (Fröken Julie) von August Strindberg – Regie: Gwenaël Morin
- 2001: SC35C von Jean-Michel Frère
- 2008: Le Temps des cerises von Niels Arestrup – Regie: Stéphane Hillel, Théâtre de la Madeleine, Tournee in Frankreich, Belgien und der Schweiz
- 2013: Anna von Serge Gainsbourg – Regie: Emmanuel Daumas, Nuits de Fourvière, Théâtre du Rond-Point, Tournee

## Auszeichnungen
César

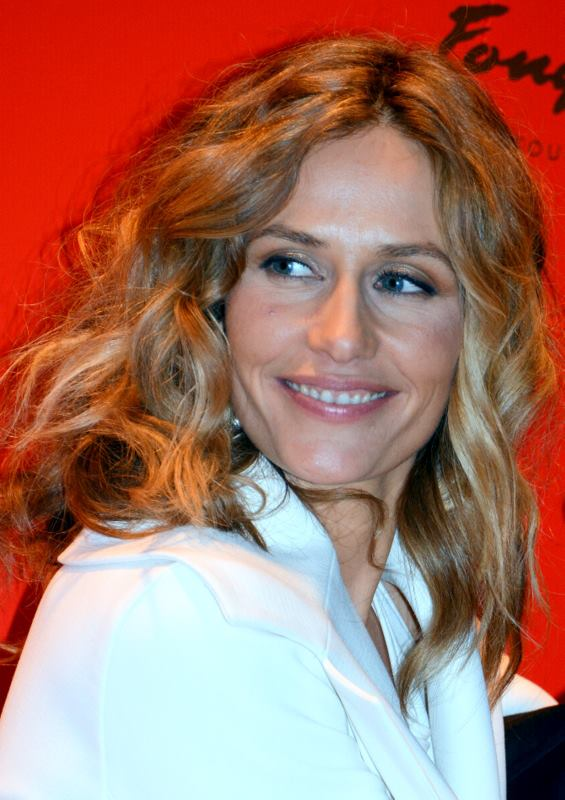
Cécile de France bei der von ihr moderierten 39. César-Verleihung (2014)

- 2003: Beste Nachwuchsdarstellerin für L’auberge espagnole
- 2006: Beste Nebendarstellerin für L’auberge espagnole – Wiedersehen in St. Petersburg
- 2007: Doppelnominierung in der Kategorie Beste Hauptdarstellerin für Ein perfekter Platz und Chanson d’Amour
- 2008: Nominierung in der Kategorie Beste Hauptdarstellerin für Ein Geheimnis
- 2016: Nominierung in der Kategorie Beste Hauptdarstellerin für La belle saison – Eine Sommerliebe
- 2019: Nominierung in der Kategorie Beste Hauptdarstellerin für Der Preis der Versuchung
- 2022: Nominierung in der Kategorie Beste Nebendarstellerin für Verlorene Illusionen

Étoile d’Or
- 2003: Beste Nachwuchsdarstellerin für L’auberge espagnole
- 2007: Beste Hauptdarstellerin für Mauvaise foi und Chanson d’Amour

Europäischer Filmpreis
- 2011: Nominierung in der Kategorie Beste Darstellerin für Der Junge mit dem Fahrrad

Globe de Cristal
- 2007: Nominierung in der Kategorie Beste Darstellerin für Ein perfekter Platz
- 2008: Beste Darstellerin für Ein Geheimnis
- 2019: Nominierung in der Kategorie Beste Darstellerin für Der Preis der Versuchung
- 2020: Nominierung in der Kategorie Beste Darstellerin – Komödie für Rebellinnen – Leg’ dich nicht mit ihnen an!

Internationale Filmfestspiele Berlin
- 2003: European Shooting Stars Award (Frankreich)

Magritte
- 2011: Nominierung in der Kategorie Beste Hauptdarstellerin für Sœur Sourire – Die singende Nonne
- 2012: Nominierung in der Kategorie Beste Hauptdarstellerin für Der Junge mit dem Fahrrad
- 2018: Nominierung in der Kategorie Beste Hauptdarstellerin für Eine bretonische Liebe
- 2019: Nominierung in der Kategorie Beste Hauptdarstellerin für Der Preis der Versuchung
- 2020: Nominierung in der Kategorie Beste Hauptdarstellerin für Eine größere Welt

Prix Lumières
- 2003: Beste Nachwuchsdarstellerin für L’auberge espagnole
- 2019: Nominierung in der Kategorie Beste Darstellerin für Der Preis der Versuchung

Saturn Award
- 2011: Nominierung in der Kategorie Beste Hauptdarstellerin für Hereafter – Das Leben danach

Weitere
- 2000: Beste Darstellerin beim Festival du Court Métrage de Bruxelles für Le Dernier rêve
- 2003: Beste Darstellerin beim Sitges Festival Internacional de Cinema Fantàstic de Catalunya für High Tension
- 2005: Romy-Schneider-Preis als beste Nachwuchsdarstellerin
- 2007: Bayard d’Or als beste Darstellerin beim Festival International du Film Francophone de Namur für Où est la main de l’homme sans tête
- 2018: Commandeur du Mérite wallon (Komtur des wallonischen Verdienstordens)[8]
- 2023: Schauspielpreis „Die Europa“ beim Braunschweig International Film Festival[9]